# Râul Valea Mare, Padeș
Râul Valea Mare este un curs de apă, afluent al râului Padeș. 

## Hărți
- Harta Munților Vâlcan  Arhivat în 15 iunie 2011, la Wayback Machine.